# De Kanaalgravers

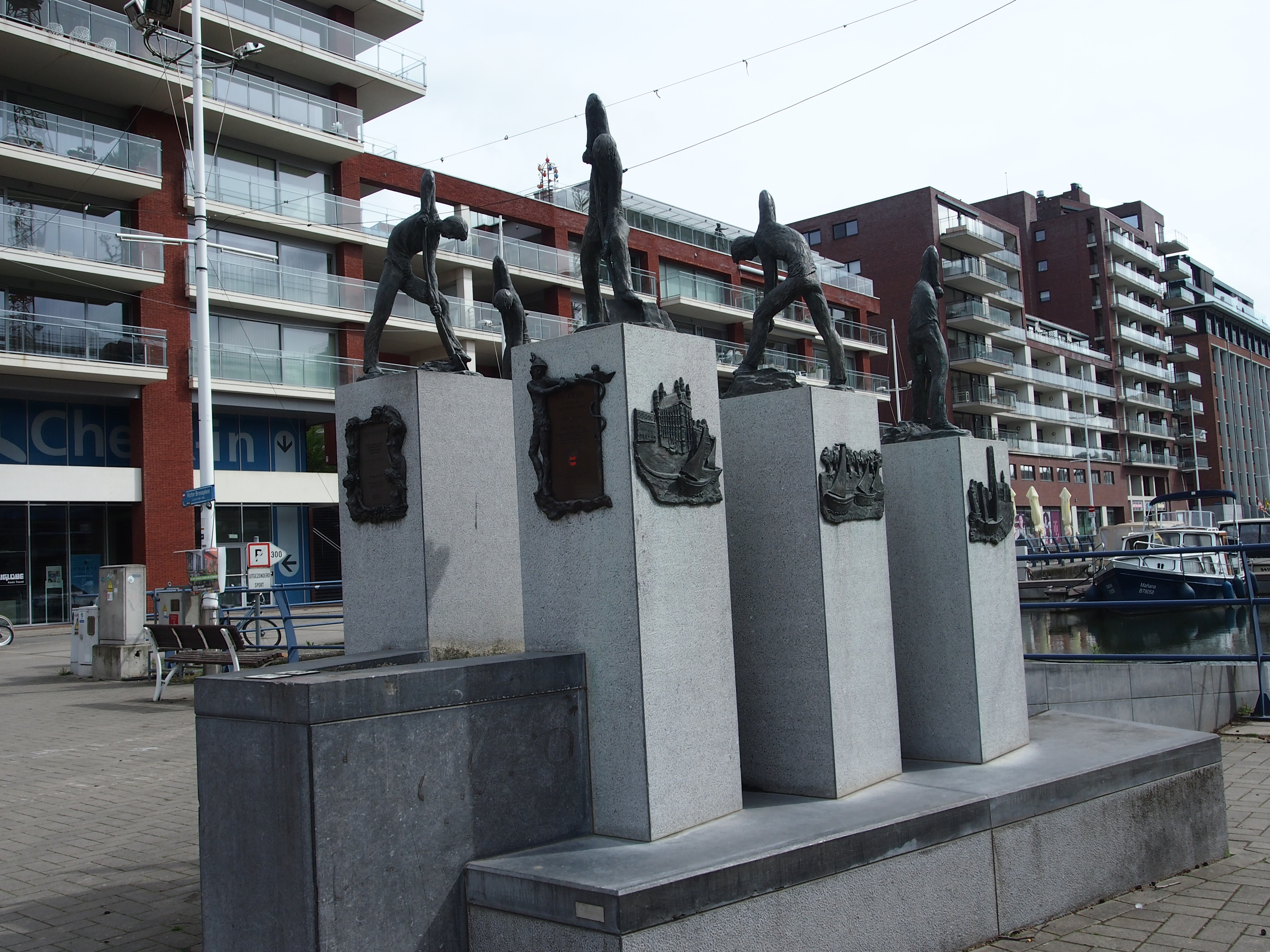
De Kanaalgravers die momenteel nog op het Victor Broosplein staan

De Kanaalgravers is een monument in Leuven dat geplaatst werd in het jaar 2000 voor de vijfhonderd arbeiders die tweehonderdvijftig jaar eerder twee jaar lang aan het kanaal Leuven-Dijle hebben gegraven. De bronzen beelden zijn ontworpen door Willy Peeters en werden in 2000 aan de Vaartkom in Leuven geplaatst op het Victor Broosplein.

## Willy Peeters
Willy Peeters (Turnhout 18 april 1957 - Leuven 22 augustus 2023) woonde in Leuven, maar was afkomstig uit Gierle. Toen hij elf was kreeg hij de drang om kunstenaar te worden nadat hij 'het laatste avondmaal' van Leonardo Da Vinci had gezien. Hij studeerde in 1972 af aan het Sint-Lucas instituut in Brussel. Na zijn studies werkte hij samen met Koenraad Tinel. Jaren later in 1983 besloot hij om als zelfstandige kunstenaar te starten. Hij maakte vooral bronzen  beelden, onder meer voor openbare ruimtes en collecties.

## Diefstal
Er zijn al twee stukken van het bronzen standbeeld gestolen geweest: de tekstplaat met Frans opschrift en de zesde kanaalgraver. Deze zijn ondertussen beide vervangen door een exacte kopie. De originele stukken zijn nooit teruggevonden en de manier waarop de stukken gestolen werden blijft een raadsel. Ook werden er al eens kleurrijke gebreide pakjes op het monument geplaatst. Deze werden weggehaald omdat de wol zou verouderen. De kunstenaar Willy Peeters vond dit wel een leuk initiatief.

## Toekomst
De Vaartkom wordt tot in het najaar van 2024 heraangelegd. Hieronder valt ook het Victor Broosplein. De meerderheid van de gebouwen die rond het kanaal staan werden vernieuwd en vervullen nu een nieuwe functie. Met de werken aan de oever wordt de Vaartkom aantrekkelijker voor toeristen en inwoners. De Kanaalgravers moeten dan wel verhuizen. Leuven is van plan om het beeld op een mooie plek aan de Vaartkom zetten, de nieuwe locatie moet nog worden beslist.

## Galerij

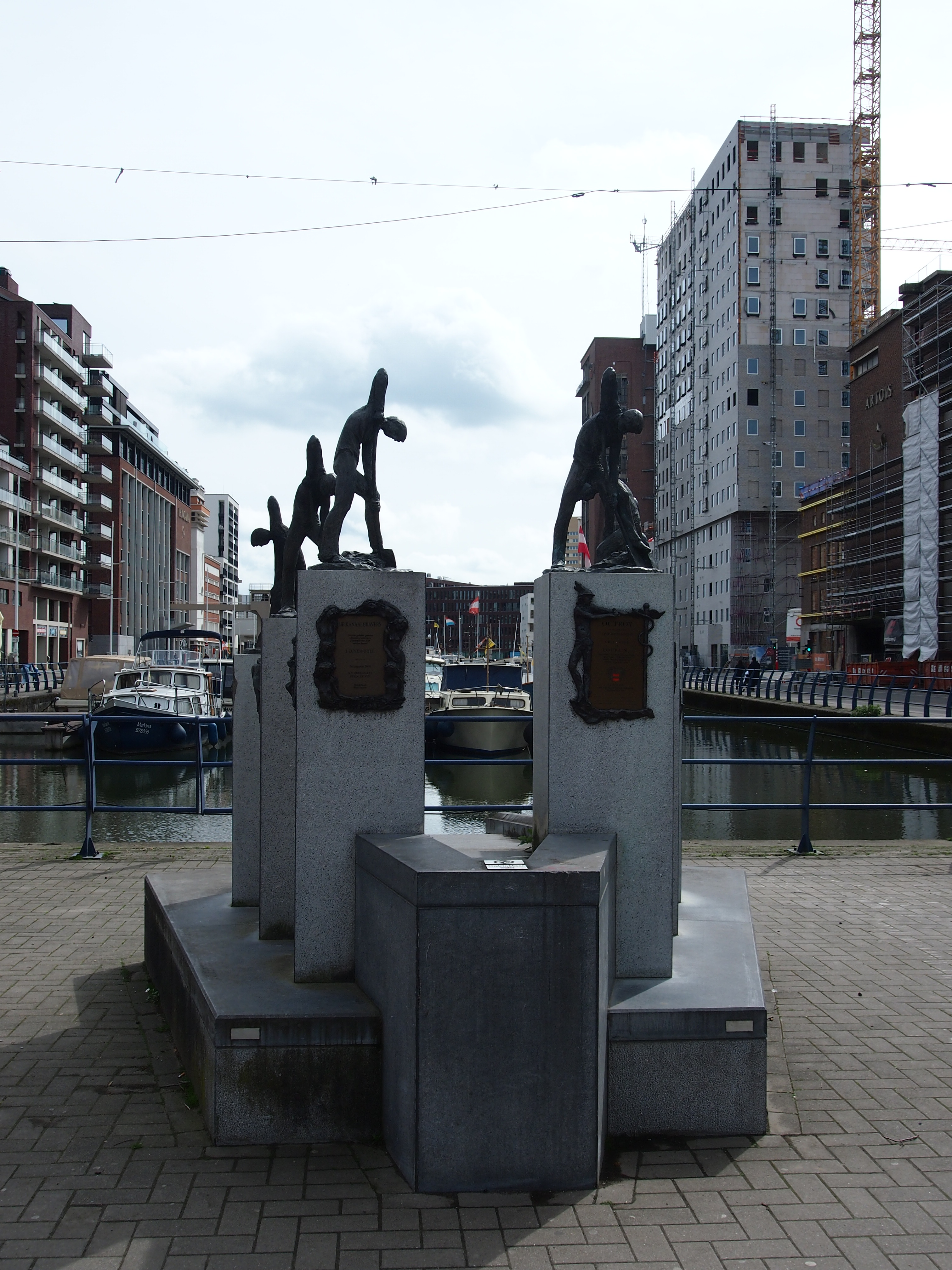
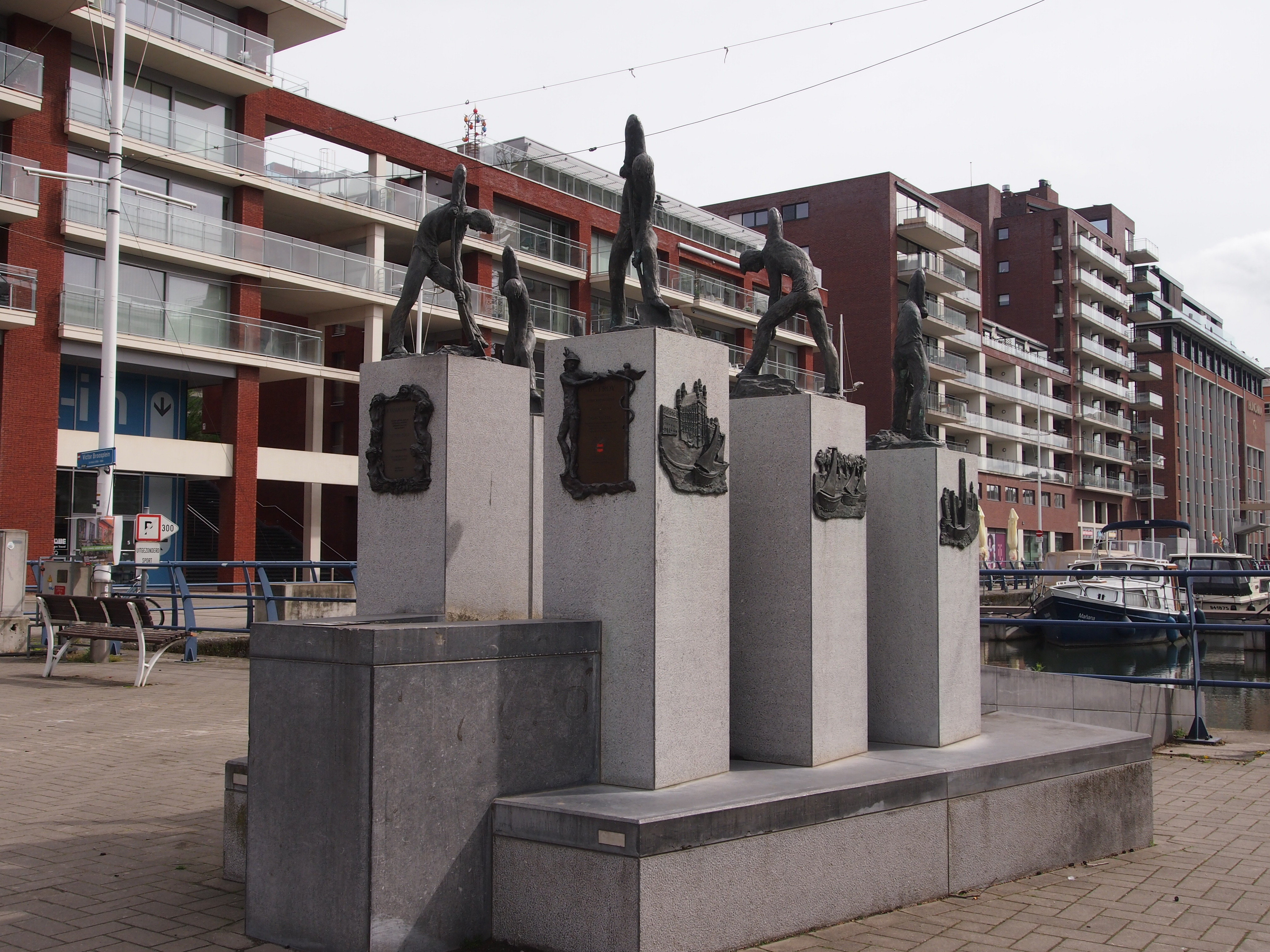
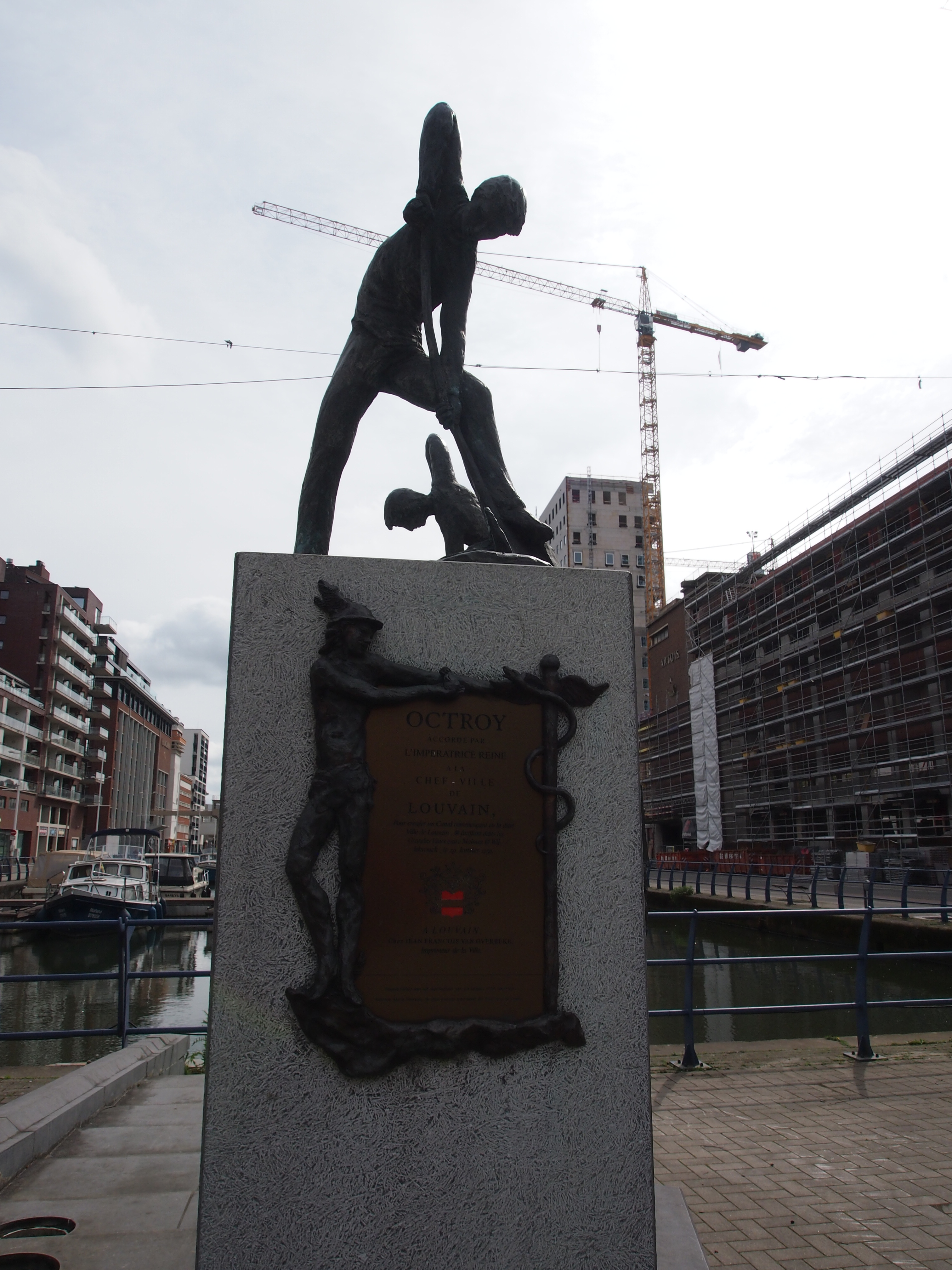
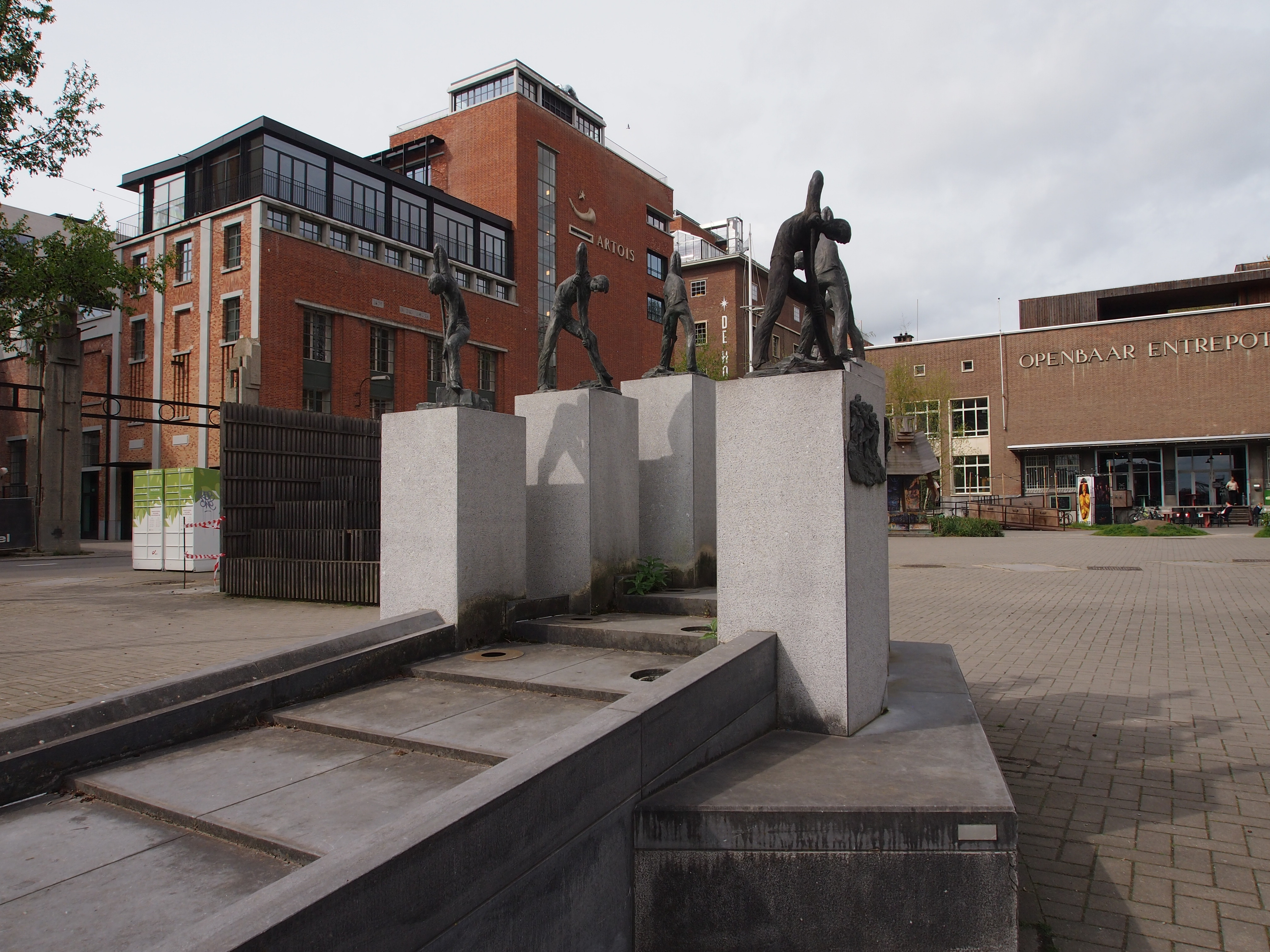
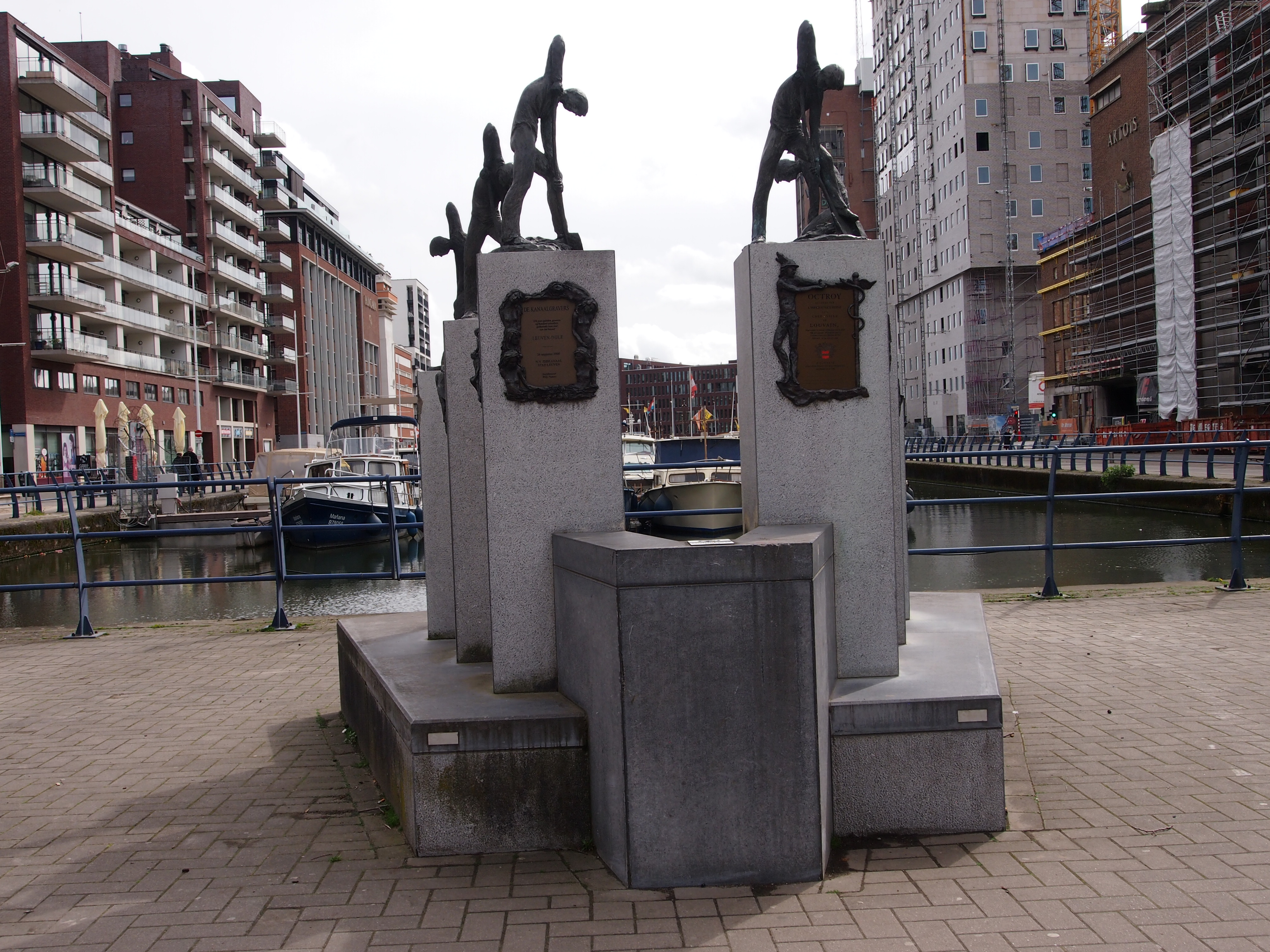
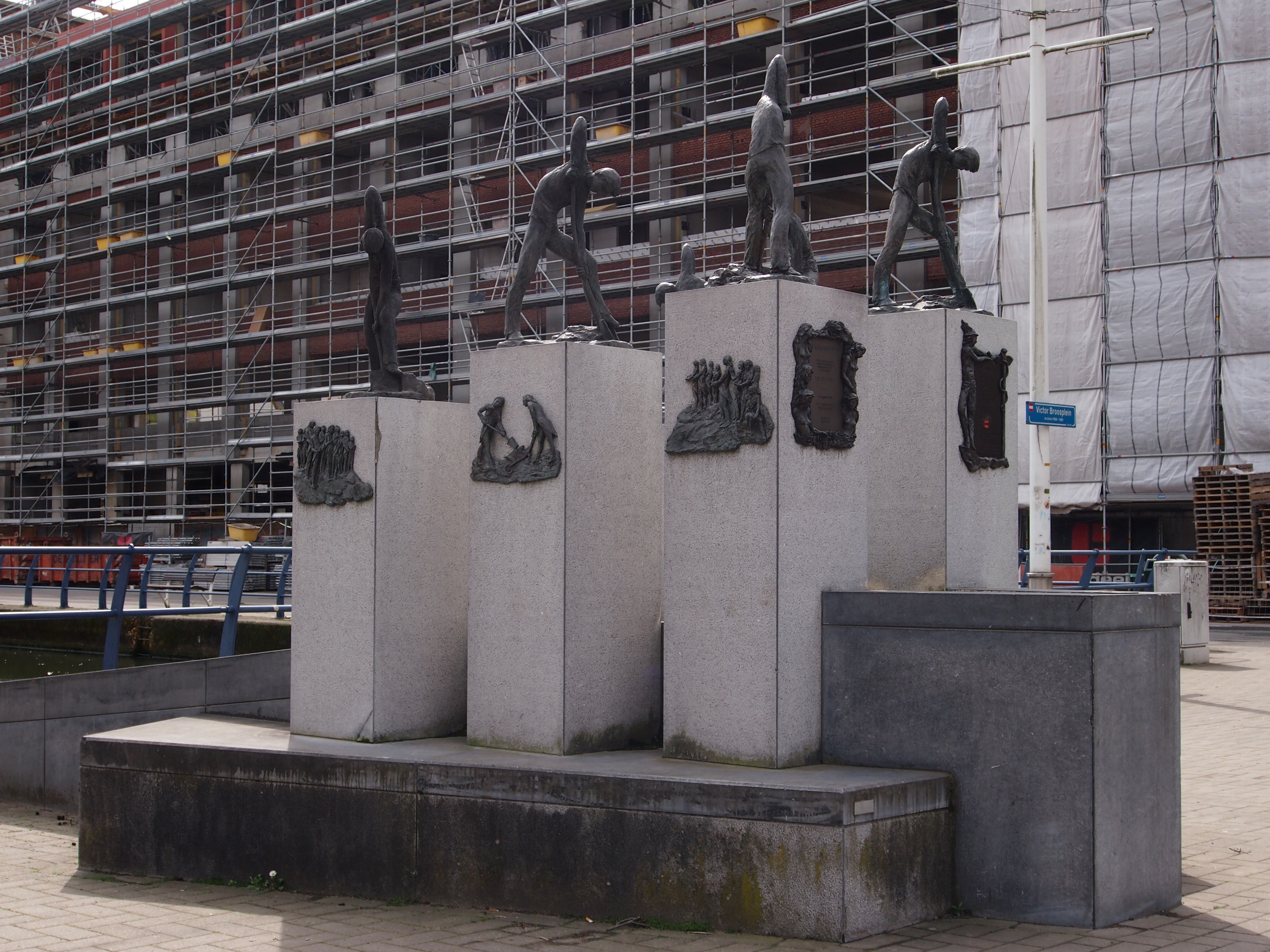